# Solangie Delgado
Solangie Delgado (9 de novembro de 1989) é uma jogadora de rugby sevens colombiana.

## Carreira
Solangie Delgado integrou o elenco da Seleção Colombiana Feminina de Rugbi de Sevens, na Rio 2016, que foi 12º colocada.